# Сан-Жуан-Батишта (Бежа)
Сан-Жуа́н-Бати́шта (порт. São João Baptista) — фрегезия (район) в муниципалитете Бежа округа Бежа в Португалии. Территория — 7,88 км². Население — 6269 жителей. Плотность населения — 795,9 чел/км².